# Gilippo
Gilippo (in greco antico: Γύλιππος?, Ghýlippos; V secolo a.C.) è stato un militare spartano.
Il suo nome è associato all'importante ruolo svolto in difesa di Siracusa durante la spedizione ateniese in Sicilia.

## Biografia
Era figlio di Cleandrida, che era stato espulso da Sparta per aver accettato fondi illegali dagli Ateniesi nel 446 a.C. e che si era stabilito a Thurii. Sua madre probabilmente era un'ilota.
Quando Alcibiade esortò gli Spartani a inviare un generale per guidare la resistenza siracusana contro la spedizione ateniese in Sicilia, venne designato Gilippo (414 a.C.), il quale prese molto sul serio il comando tanto da partire in anticipo rispetto alla restante flotta predisposta da Sparta. 
Egli giunse a Imera per poi muoversi verso Siracusa da terra col supporto di 3000 soldati forniti dagli imeresi. Il suo arrivo in città fu un punto di svolta per la battaglia. Grazie alle sue doti di disciplina spartana, egoismo e brama di tesori farà la differenza sul campo di battaglia. 
Più coraggioso di Nicia, il comandante ateniese che affrontò, fu in grado di ottenere un vantaggio spostando gli Ateniesi dalle postazioni strategiche chiave e riuscendo a rompere l'assedio. Quando Atene inviò Demostene con i rinforzi, anch'egli venne sconfitto da Gilippo, evento che segnò il tracollo della campagna ateniese a Siracusa.
Diodoro Siculo, probabilmente riprendendo Timeo, lo descrive mentre induce i Siracusani a dichiarare la sentenza di morte per i generali ateniesi catturati, ma esistono anche i resoconti di Filisto, un Siracusano che prese parte alla difesa, e di Tucidide, che al contrario mostrano come egli provò, sebbene senza aver successo, a salvare le loro vite, sperando di portarli a Sparta come prova del suo successo.
Gilippo, come suo padre, incontrò il suo declino in uno scandalo finanziario; incaricato da Lisandro di consegnare una somma di denaro ingente agli efori a Sparta, non poté resistere alla tentazione di arricchirsi e, una volta scoperto, andò in esilio, essendo stato condannato a morte durante la sua assenza.